# KUNC
Koordinaten: 40° 37′ 3″ N, 105° 19′ 39″ W
| KUNC |

KUNC ist eine Public-Radio-Station in Greeley, Colorado. Der Sender überträgt Programme des National Public Radio, Public Radio International, der BBC und anderer Public-Radio-Produzenten. Daneben werden Eigenproduktionen ausgestrahlt.
KUNC sendet auf UKW 91,5 MHz ein All-news-and-information-Format und auf UKW 105,5 MHz The Colorado Sound, ein Popmusik-Format. Daneben werden eine Reihe von Umsetzern betrieben.
Bis 2016 nutzte KUNC für Musik und News die Frequenz 91,5 MHz. Der Sender übernahm dann die Frequenz 105,5 MHz für die Denver-Area von ESPN. Das Front Range Sports Network verkaufte die Frequenz an den Sender und sendet nun auf MW 1600 kHz sein Programm.